# قصور ذاتي

العطالة أو القصور الذاتي أو القصور مصطلح فيزيائي يعني مقاومة الجسم الساكن للحركة ومقاومة الجسم المتحرك بتزويده بعجلة ثابتة أو تغيير اتجاهه، ولقد عبر نيوتن عن هذا المصطلح في قانونه الأول المعروف بقانون القصور الذاتي أو العطالة. وهو خاصية مقاومة الجسم المادي لتغيير حالته من السكون إلى الحركة بسرعة منتظمة وفي خط مستقيم ما لم تؤثر عليه قوة تغير من حالته أي أن كل جسم مادي قاصر عن تغيير حالته من السكون أو الحركة ما لم تؤثر عليه قوة تغير من حالته.
وتتوقف القوة المطلوبة لتغيير حركة جسم ما على كتلة ذلك الجسم . ويمكن تعريف الكتلة بأنها كمية المادة الموجودة في جسم ما. وكلما كبرت كتلة الجسم كان تحريكه أو تغيير اتجاهه وسرعته أصعب. فإيقاف قاطرة متحركة، على سبيل المثال، يحتاج إلى جهد أكبر من إيقاف سيارة تسير بالسرعة ذاته، والسبب في ذلك هو العلاقة بين القصور الذاتي والكتلة، ويعرف علماء الفيزياء الكتلة عادة بأنها قياس للقصور الذاتي عِوضًا عن قياس المادة.
وتتوقف الصعوبة في تغيير اتجاه أو سرعة جسم ما أيضًا على السرعة التي يُتَغَيَّرُ بها. وإبطاء، أو زيادة سرعة جسم ما، أو جعله يدور فجأة تكون أصعب من إحداث هذه التغيرات بالتدرج. وتجد السيارة صعوبة أكثر في التوقف على طريق منحنٍ وهي تسير بسرعة عالية عنها وهي تسير بسرعة بطيئة. ويستخدم علماء الفيزياء مصطلح تسارع (عجلة) لوصف معدل التغير في اتجاه أو سرعة جسم ما.
وكان العالم البريطاني السير إسحاق نيوتن أول من وصف القصور الذاتي. وقدَّم هذه الفكرة في أول قانون خاص بالحركة، نُشر عام 1687م.
العطالة (القصور الذاتي) هي ميل أي جملة فيزيائية لمقاومة التأثيرات الخارجية المفروضة عليها. وحسب القانون الأول لنيوتن يصبح القصور الذاتي ميل الجسم لمقاومة أي تغيير في حركته المنتظمة نتيجة فرض قوة خارجية. وبما أن هذا الميل للمحافظة على الحركة المنتظمة يترجم عمليا حسب قانون نيوتن الثاني بنقصان التسارع مع زيادة الكتلة من أجل نفس القوة المطبقة فقد جرى اعتبار الكتلة مقياسا لعطالة الجسم أو الجملة الفيزيائية.
و تكون الكتلة باختصار ثابت التناسب بين القوة المطبقة على الجملة والتسارع الناتج عن هذه القوة.
هذه العطالة نفسها هي التي تقاوم التسارع المفروض على أي جسم عندما تتسارع حركة الجملة المرتبط بها، فعندما نكون في سيارة وتتسارع فجأة نشعر بقوة جذب خلفية تعاكس جهة تسارع السيارة، وبما أن هذه القوة غير ناتجة عن التفاعل مع جسم آخر بل ناتجة عن عطالة الجسم لذا ندعوها ب (قوة العطالة) وتشابهها قوة العطالة النابذة في الحركة الدائرية.

## الجمل المرجعية العطالية
قام نيوتن باستخدام مبدأ التكافؤ لغاليليو ليشكل منه المبدأ الأول من قوانين الحركة ضمن إطار الفيزياء النيوتنية، وفق هذه النظرة فالجسم لا يحتاج لأي قوة للحفاظ على حركته المنتظمة، مخالفا بذلك الرؤية القديمة لأرسطو والتي ترى أن أي حركة تحتاج لقوة في حين يكون الجسم المستقل عن كل قوة بحالة راحة وسكون.
حسب الرؤية النيوتنية : ينعدم الفارق بين الأجسام المتحركة حركة منتظمة والأجسام الساكنة وهذا أدى بالتالي لنشوء فكرة الإطار المرجعي أو الجملة المرجعية العطالية، وهي جمل مرجعية ساكنة أو متحركة منتظمة غير متسارعة.
يلاحظ جميع المراقبين في الجمل المرجعية العطالية نفس القوانين الفيزيائية، فالمراقب الساكن على الأرض يرى الكرة الصغيرة تسقط سقوطا حرا بشكل عمودي، كما المراقب في جملة عطالية متحركة بانتظام (مثل قطار ذو سرعة ثابتة) سوف يرى الكرة تسقط بشكل شاقولي(مسار منحني) أيضا (هناك تماثل في الرؤية إذا).
عندما يكون المراقبان في جملتين مرجعيتين مختلفتين يمكن التحويل من إحداثيات إحدى الجمل إلى الأخرى عن طريق التحويل الغاليلي وهو عبارة عن سحب خطي بسرعة ثابتة.
في الجمل اللاعطالية التي تتحرك بشكل غير منتظم حركة متسارعة، تخضع الأجسام والمراقبين ضمن هذه الجمل إلى قوى افتراضية مثل قوى كوريوليس، مثل هذه القوى لا يمكن نشوؤها ضمن الجمل العطالية.